# Cañada de García, Guanajuato
Cañada de García är en ort i Mexiko.   Den ligger i kommunen San Miguel de Allende och delstaten Guanajuato, i den centrala delen av landet, 250 km nordväst om huvudstaden Mexico City. Cañada de García ligger 2 048 meter över havet och antalet invånare är 112.
Terrängen runt Cañada de García är kuperad söderut, men norrut är den platt. Runt Cañada de García är det ganska tätbefolkat, med 96 invånare per kvadratkilometer. Närmaste större samhälle är El Naranjillo, 18,6 km söder om Cañada de García. Trakten runt Cañada de García består i huvudsak av gräsmarker.